# Gold Lion
„Gold Lion” — pierwszy singel zespołu Yeah Yeah Yeahs z ich drugiego albumu, Show Your Bones, wydany 21 marca 2006.
Nazwa singla pochodzi od dwóch nagród Złotego Lwa, które wygrała reklama Adidasa, z utworem „Hello Tomorrow”, w 2005 na Międzynarodowym Festiwalu Reklamy w Cannes. Karen O wykonywała w tym utworze partie wokalne.
„Gold Lion” pojawił się na kompilacji NME Essential Bands w 2006. W 2007 pojawił się w reklamie perfum Yves Saint-Laurent „Elle”. Występuje też w odcinku „17 sekund” w serialu Chirurdzy.
Według niektórych krytyków muzycznych początek singla brzmi podobnie do utworu „No New Tale To Tell” autorstwa Love and Rockets.

## Lista utworów
1. „Gold Lion” – 3:09
2. „Let Me Know” (Demo) – 3:31
3. „Gold Lion” (Diplo's Optimo remix) – 4:04
4. „Gold Lion” (Nick Zinner remix) – 3:14

## Listy przebojów
| Lista przebojów (2006) | Pozycja |
| ---------------------- | ------- |
| Modern Rock Tracks     | 14      |
| Billboard Hot 100      | 88      |
| Official UK Charts     | 18      |
| Canadian Singles Chart | 2       |
| Irish Singles Chart    | 37      |